# Como Vencer na Vida Fazendo Música Estranha - Vol. VII
Como Vencer na Vida Fazendo Música Estranha - Vol. VII é o sexto álbum de estúdio oficial do grupo paulistano Premê. O álbum foi lançado originalmente em 2019, trazendo tanto canções anteriormente lançadas em compactos quanto faixas inéditas (sendo algumas canções da década de 1980 que haviam sido censuradas) para compor o box Caixinha do Premê, lançada pelo Selo SESC.
O nome do disco faz uma piada com livros de auto ajuda que buscam explicar métodos para conseguir sucesso financeiro na vida. Sua numeração, como "Vol. VII", leva em consideração o e Vivo (1991), que também está presente na Caixinha do Premê, tornando este o sétimo disco da banda.
Todas as canções do disco nunca antes haviam sido lançadas em álbuns de estúdio pela banda. "Zuleika e Gaspar", "Valsa Didática" e "Casa de Massagem" foram cortadas do disco Quase Lindo (1983) devido à censura. "Drama de Angélica", "Filme Triste" e "Festival de Bolachadas" são regravações de canções de outros artistas.
"Casa de Massagem", "Valsa Didática", "Zuleika e Gaspar", "Drama de Angélica" e "Festival de Bolachadas" foram gravadas ao vivo em shows que a banda realizou entre 1979 e 1982. "Frevura", "Empada Molotov", "O Destino Assim o Quis (Lencinho)" e "Pinga com Limão" haviam sido lançadas em compactos, em 1980 e 1982. As demais canções foram gravadas em 2017.

## Lista de faixas
| N.º | Título                                                                   | Compositor(es)                                                     | Ano de gravação | Duração |  |
| 1.  | "Balada de James Blenger" (Citação: If You Hold a Stone (Marinheiro Só)) | Igor Lintz Maués, Caetano Veloso                                   | 2017            | 7:52    |  |
| 2.  | "Frevura"                                                                | Wandi Doratiotto                                                   | 1980            | 2:33    |  |
| 3.  | "Empada Molotov"                                                         | Augusto Cesar Brunetti                                             | 1980            | 3:07    |  |
| 4.  | "Zuleika e Gaspar"                                                       | Mário Manga, Wnadi Doratiotto, Claus Petersen, A. Marcelo Galbetti | 1981            | 4:09    |  |
| 5.  | "Festival de Bolachadas"                                                 | Jorge Veiga, Gordurinha                                            | 1981            | 2:13    |  |
| 6.  | "Valsa Didática"                                                         | Mário Manga, Wandi Doratiotto, Claus Petersen, A. Marcelo Galbetti | 1982            | 2:48    |  |
| 7.  | "Casa de Massagem"                                                       | Wandi Doratiotto                                                   | 1982            | 3:51    |  |
| 8.  | "O Destino Assim o Quis (Lencinho)"                                      | Wandi Doratiotto                                                   | 1982            | 3:12    |  |
| 9.  | "Pinga com Limão"                                                        | Alvarenga, Ranchinho                                               | 1982            | 2:15    |  |
| 10. | "Filme Triste"                                                           | John D. Loudermilk, versão: Romeu Nunes                            | 2017            | 1:23    |  |
| 11. | "Frevo (Franga)"                                                         | Mário Manga                                                        | 2017            | 2:09    |  |
| 12. | "Drama de Angélica"                                                      | Alvarenga                                                          | 1979            | 4:06    |  |
| 13. | "Baião (Titio)"                                                          | Mário Manga                                                        | 2017            | 2:45    |  |
| 14. | "Macho OK"                                                               | Wandi Doratiotto                                                   | 2017            | 3:43    |  |
| 15. | "Balada de James Blenger (O Retorno)"                                    | Igor Lintz Maués                                                   | 2017            | 1:43    |  |

## Ficha técnica

### Premê
- A. Marcelo Galbetti: vocais, violão, clarinete, baixo, teclado
- Claus Petersen: vocais, flautim, sax, piano elétrico, flauta, prato, tesoura (faixa 9)
- Mário Manga: vocais, guitarra, bandolim, cavaquinho, cello, charango
- Wandi Doratiotto: vocais, violão, órgão, cavaquinho

### Músicos convidados
- Adriano Busko: bateria, percussão
- Danilo Moraes: baixo, vocais, violão

### Outros músicos
- Igor Lintz Maués: voz (faixas 1, 6 e 15), cavaquinho (faixa 2), viola (faixa 12)
- Carolina Andrade e Gina Falcão: coro (faixas 1 e 15)
- Cisão Machado: baixo (faixa 2)
- Azael Rodrigues: percussão (faixas 2), bateria (faixas 4 a 7 e 9), vocais (faixas 6 e 8), bumbo (faixa 8)
- Osvaldo Luiz: baixo (faixas 4 a 7 e 9), vocais (faixas 6 a 9), piano (faixas 8 e 9), órgão (faixa 9)
- Zigmund Kybala: cello (faixa 8)
- Nelson Ayres: piano (faixa 8)
- Wilson Souto Jr.: coro (faixa 9)